# Slaget vid Pákozd
Slaget vid Pákozd, även känt som slaget vid Sukoró, var ett fältslag som utkämpades mellan den kejserliga österrikiska armén och ungerska rebeller den 29 september 1848 under den ungerska revolutionen. Slaget slutade med ungersk seger och markerade början på det väpnade upproret mot det habsburgska styret.

## Bakgrund
Revolutionsvågen 1848 drabbade även det habsburgska kejsardömet. Imperiets multietniska natur gjorde det särskilt sårbart för den våg av nationalism som svepte genom Europa i början och mitten av 1800-talet. När nyheten om revolutionen i Paris nådde Österrike exploderade liberala och nationalistiska tendenser i öppen revolt. De allvarligaste av dessa upprorsförsök var revolterna i Italien (Första italienska frihetskriget) och i Ungern (Ungerska revolutionen). 
Kejsardömet saknade den militära styrkan för att kunna krossa båda upproren. De styrande i Wien bestämde sig därför för att koncentrera sina militära styrkor på de italienska krigsskådeplatsen samtidigt som man försökte tillmötesgå de ungerska kraven. Strategin visade sig effektiv och under sommaren 1848 krossades upproren i Italien, vilket lösgjorde trupper för ett fälttåg mot ungrarna. 
I september samma år bröt en österrikisk-kroatisk armé på nära 40 000 man, under befäl av Josip Jelačić, in i Ungern. Nyheten om detta, i kombination med att österrikarna brutit löftena om som det tidigare gett, skapade stor irritation hos ungrarna som genast organiserade sin egen armé för att möta de habsburgska styrkorna. 
I ett försök att  förhindra konflikten reste den ungerske premiärministern Lajos Batthyány och justitieministern Ferenc Deák till Wien för att förhandla med kejsaren. Resan blev dock resultatlös eftersom kejsaren vägrade att träffa dem. 
Samtidigt som detta skedde i Wien utnämndes Ádám Teleky till befälhavare för den ungerska armén. Teleky var orolig för att hans hastigt ihopsamlade styrkor inte skulle kunna mäta sig med den kejserliga armén, varför han beslöt sig att dra sig tillbaka mot Székesfehérvár. Arméns tillbakadragande skapade stort missnöje i det ungerska parlamenten som omgående sparkade Teleky. Till ny befälhavare utsågs ärkehertig Stefan. Stefan, som ville förhandla med österrikarna, bjöd in Jelačić till ett möte vid Balatonszemes men han anlände aldrig.

## Slaget

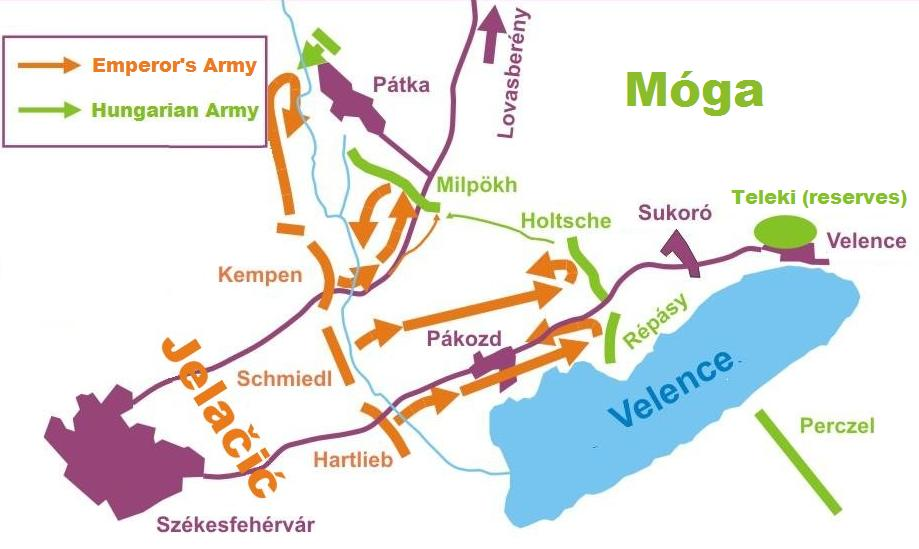
Karta över slaget.

Morgonen den 29 september hade den ungerska armén intagit fördelaktiga ställningar mellan byn Pátka och staden Velence. Jelačićs plan var att bryta ungrarnas högra flank vid Pátka för att sedan rikta ett samlat anfall mot centern, vilket han hoppades skulle leda till den fientliga arméns totala förintelse. 
Slaget inleddes av att generalmajor Kempen gick till anfall mot de ungerska ställningarna vid Pátka med 8 000 man och tvingade försvararna till reträtt efter en kort strid. Den ungerska högerflygeln gick dock till motanfall och lyckades hejda den österrikiska framryckningen. 
Jelačić satte in sitt huvudanfall mot den ungerska centern, vilket dock slogs tillbaka. Efter att ha rådslagit med Kempen inledde Jelačić förhandlingar om en vapenvilla samtidigt som österrikarna drog sig tillbaka från slagfältet, täckta av artilleriet.

## Följder
Fastän slaget slutade med ungersk seger så utnyttjades inte framgången. En vapenvila slöts strax därefter och ungrarna drog sig tillbaka till Martonvásár. Jelačić, som var rädd att bli kringränd, organiserade en ordnad reträtt mot Wien. Trots slagets ringa storlek i jämförelse med kommande drabbningar, så höjde segern moralen i den ungerska armén som hade lyckats möta och besegra kejsarens trupper.